# Autevielle
Pour les articles homonymes, voir Autevielle.
Autevielle est une ancienne commune française du département des Pyrénées-Atlantiques. Le 18 avril 1842, la commune fusionne avec Saint-Martin et Bideren pour former la nouvelle commune d'Autevielle-Saint-Martin-Bideren.

## Géographie
Le village fait partie du Lauhire.

## Toponymie
Le toponyme Autevielle apparaît sous les formes 
Autebiele (1379, titres d'Autevielle), 
Lo passadge d'Autebielle (1442, contrats de Carresse), 
Le pont d'Autabiela et Autavielle (respectivement 1542 et 1546, réformation de Béarn) et 
Authevielle (1728, dénombrement de Gassion).
Son nom béarnais est Autivièla.

## Démographie
Paul Raymond note qu'en 1385, Autevielle et Saint-Martin comptaient conjointement 11 feux, et dépendaient du bailliage de Sauveterre.
| 1793 | 1800 | 1806 | 1821 | 1831 | 1836 |
| ---- | ---- | ---- | ---- | ---- | ---- |
| 157  | 119  | -    | 167  | 156  | 184  |

## Pour approfondir